# Oskar Sillén
Oskar Sillén (* 29. November 1883 in Uppsala, Schweden; † 6. Dezember 1965 in Stockholm) war ein schwedischer Wirtschaftswissenschaftler.

## Leben
Sillén erhielt 1905 das Diplom als Kaufmann der Handelshochschule Köln. Dort lehrte Eugen Schmalenbach. Sillén besuchte aber zunächst keine Vorlesungen bei ihm und unterhielt auch keinen sonstigen Kontakt zu ihm. Seine spätere eigene Lehre und Forschung wurde aber neben Ernst Walb auch von Schmalenbach geprägt. 
1911 wurde er als Dozent für Handelstechnik an der Handelshochschule Stockholm als Nachfolger von Ernst Walb berufen. 1912 wurde er einer der ersten sechs „qualifizierten Revisoren“ („Auktoriserad revisor“)  Seine Berufung zum ordentlichen Professor in Stockholm erfolgte 1915. 
1923 gründete er die Föreningen Auktoriserade Revisorer (Vereinigung autorisierter Revisoren) und war bis 1941 ihr Präsident und danach Ehrenpräsident. 1935 begann seine Tätigkeit als Sachverständiger für die Entwicklung des schwedischen Aktiengesetzes und blieb bis 1941 als solcher aktiv.
1938 erhielt er die Ehrendoktorwürde der Universität Köln. 1951/1952 wurde er emeritiert und erhielt ein Jahr darauf die Ehrendoktorwürde der Universität Helsinki verliehen. 1956 folgte ein Ehrendoktorat der Handelshochschule Stockholm. Er ist seit 1961 Ehrenmitglied der Schmalenbach-Gesellschaft. 
Sein Hauptverdienst war der Aufbau des Wirtschaftsprüferberufs in Schweden.

## Werke

### Schwedisch
- Affärsföretagets likviditet (Liquidität des Betriebs), 1915
- Moderna Bokföringsmetoder (Moderne Buchführungsmethoden), 1915
- Direkt eller indirekt export (Direkter oder indirekter Export), 1917
- Bokföringslagen (Kommentare zum Buchführungsgesetz), 1930
- Nyare balansvärderingsprinciper (Neuere Grundsätze der Bilanzbewertung), 1931
- Studier i svensk företagesekonomi (Untersuchung über die schwedische Betriebswirtschaft), 1943

### Deutsch
- Internationaler Überblick über das Treuhand- und Bücherrevisionswesen, in: Grundriß der Betriebswirtschaftslehre, Band 10: Revisions und Treuhandswesen, 1926
- Bilanzanalytische Untersuchungen über den Vermögensaufbau und die Kapitalquellen in verschiedenen Geschäftszweigen Schwedens in: Annalen der Betriebswirtschaft, II. Bd. 1928, S. 19–53
- Zur Geschichte der Betriebswirtschaftslehre in Schweden. Ein Überblick über die betriebswirtschaftliche Literatur Schwedens bis zum Jahre 1900, in: Zeitschrift für Handelswissenschaft und Handelspraxis, 1929